# إنفاق إلزامي
```
الإنفاق الإلزامي
 هو 
الإنفاق الحكومي
 الأساسي على البرامج التسيرية للدولة والتي ينص عليها القانون القائم ولا يمكن للدولة الاستغناء عنها لتشغيل قطاعات الدولة 
كالتعليم
 والصحة والكهرباء والمياه وتتضمن الإنفاق على الرواتب والدعم السلعي والضمان وغير ذلك. وهي الإلتزامات أو الإستحقاقات المالية التسيرية السنوية على الدولة. يشير الإنفاق الإلزامي إلى سلطة الميزانية وما يترتب على ذلك من نفقات في قوانين غير أعمال الاعتمادات، بما في ذلك الاستحقاقات السنوية المخصصة.
```